# تی‌جی مونکور
تی‌جی مونکور (انگلیسی: TJ Moncur؛ زادهٔ ۲۳ سپتامبر ۱۹۸۷) بازیکن فوتبال اهل بریتانیا است.
از باشگاه‌هایی که در آن بازی کرده‌است می‌توان به باشگاه فوتبال برادفورد سیتی، باشگاه فوتبال چسترفیلد، باشگاه فوتبال کرای واندررز، باشگاه فوتبال وایکام واندررز، باشگاه فوتبال فولام، باشگاه فوتبال آرسنال، و باشگاه فوتبال برادفورد سیتی اشاره کرد.